# Barragem de Porjus
A Barragem de Porjus (em sueco Porjus kraftverk) é uma grande barragem destinada à produção de energia elétrica, localizada no rio Lule (Luleälven), perto da pequena localidade de Porjus, na comuna de Jokmokk, no Norte da Suécia. Entrou em funcionamento em 1915 e é atualmente a 3ª maior barragem do país.